# Joseph Delacroix-Frainville
Joseph Delacroix-Frainville est un homme politique français, né le 26 janvier 1749 à Chartres et mort le 28 décembre 1831 à Paris.

## Biographie
Bâtonnier de l'ordre des avocats de Paris de 1812 à 1816, il est député d'Eure-et-Loir de 1819 à 1823, siégeant à gauche, avec les libéraux constitutionnels.
Chevalier de la Légion d'honneur, il est plusieurs fois président du collège électoral d'Eure-et-Loir.
En Eure-et-Loir, il est propriétaire du domaine de la Boissière à Nogent-le-Phaye, dont une rue porte son nom.
À Paris, il demeure 15, rue Hautefeuille.

### Famille
Il a un frère : Hilaire Augustin Marie De la Croix, écuyer, conseiller du Roi, maître des requêtes du comte d'Artois, chanoine de l'église collégiale de Picquigny.
Marié avec Angélique Françoise Dufour, il a deux enfants :
- Bonaventure Isidore Delacroix-Frainville ;
- Angélique Eulalie Estelle Delacroix-Frainville[4].

## Sources
« Joseph Delacroix-Frainville », dans Adolphe Robert et Gaston Cougny, Dictionnaire des parlementaires français, Edgar Bourloton, 1889-1891 [détail de l’édition]